# Ail à fleurs de narcisse
Allium narcissiflorum
Espèce
Classification APG III (2009)
Statut de conservation UICN

 DD  : Données insuffisantes
L'ail à fleurs de narcisse (Allium narcissiflorum Vill.), appelé parfois aussi ail à feuilles de narcisse, est une espèce de plante monocotylédone appartenant au genre Allium et à la famille des Amaryllidacées. Facilement reconnaissable à son inflorescence rose à pédoncule courbé (d'où sa comparaison avec le genre Narcissus), il pousse dans les Alpes à partir de 1 500 mètres. C'est une plante assez rare, inscrite au Livre rouge de la région PACA.

## Description

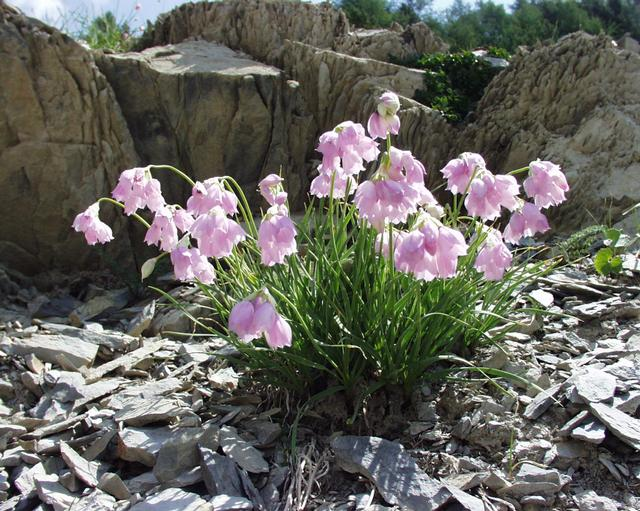
Allium narcissiflorum.

### Morphologie générale et végétative
Plante herbacée bulbeuse à tige plus ou moins érigée, à feuilles linéaires toutes radicales, moins hautes que la tige.

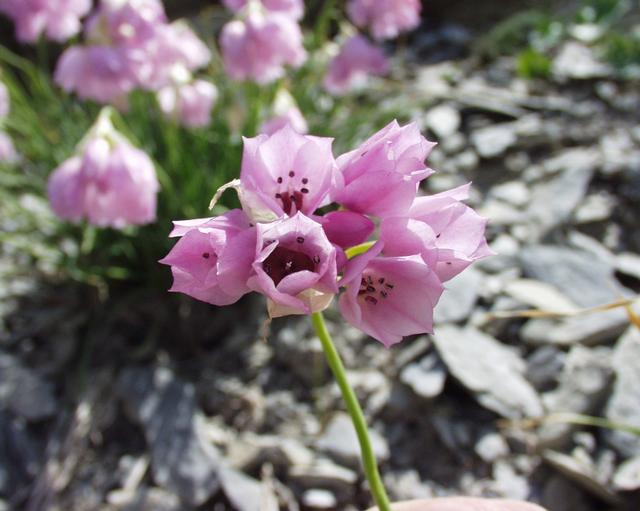
Allium narcissiflorum - Fleurs.

### Morphologie florale
Fleurs hermaphrodites regroupées en ombelle simple. L'ombelle comporte assez peu de fleurs (de 3 à 8), elle est longtemps pendante mais se redresse un peu en pleine floraison. Fleurs roses plus ou moins pourprées ou violacées, relativement grandes (1 à 1,5 cm), à 6 tépales souvent terminés par une petite pointe. La spathe se divise en lanières blanches moins longues que l'ombelle. Pollinisation par les insectes.

### Fruit et graines
Les fruits sont des capsules. Dissémination barochore (les graines germent au pied de la plante mère).

## Culture
Zones de rusticité : 4-8
Exposition : mi-ombre 
Sol : calcaire, pH 6,5 à 7,5, frais à humide, loam, bien drainé
Multiplication : semer à l'automne : germera au printemps suivant
Usages : éboulis, rocaille, pente

## Écologie et habitat
Plante vivace par son bulbe, native des Alpes méridionales et du nord du Portugal, poussant de 1 500 à 2 600 mètres, sur sol calcaire (rochers et éboulis). Floraison en juillet-août.